# スタジオブルー
株式会社スタジオブルー（英: st'blue Co.,Ltd.）は、日本の制作プロダクション。
2007年、平体雄二により設立。主に映画、テレビドラマの制作を行なう。

## 作品

### 映画
2008年
- ネコナデ

2009年
- カンナさん大成功です!
- 年々歳々
- つながりゆくもの
- スラッカーズ
- 梅子
- じかんのじかん
- 女の子ものがたり
- バカは二回海を渡る
- スラッカーズ 傷だらけの友情

2010年
- ラバーズ〜覆う女〜
- シーサイドモーテル

2011年
- 大木家のたのしい旅行 新婚地獄篇
- Paradise Kiss
- 犬飼さんちの犬

2012年
- 人生、いろどり
- 私立バカレア高校
- その夜の侍
- リトル・マエストラ
- ジョーカーゲーム

2013年
- マメシバ一郎 フーテンの芝二郎
- ジョーカーゲーム 脱出
- 人狼ゲーム

2014年
- 人狼ゲーム BEAST SIDE
- 幼獣マメシバ 望郷篇
- 近キョリ恋愛
- シャンティ デイズ 365日、幸せな呼吸
- 百円の恋

2015年
- 神話の国の子どもたち
- 騒音

2016年
- 星ガ丘ワンダーランド
- スリリングな日常「不審者」「忘れられる人」
- 森山中教習所

2017年
- 茅ヶ崎物語 〜MY LITTLE HOMETOWN〜
- ビジランテ

2018年
- たまゆら
- 犬猿
- ばぁちゃんロード

2019年
- この道
- 吾郎の新世界
- サヨナラ家族
- ピア〜まちをつなぐもの〜
- なれない二人
- 正しいバスの見分けかた

2020年
- アンダードッグ

2021年
- おもいで写眞

2022年
- 恋い焦れ歌え

2023年
- アントニオ猪木をさがして

2024年
- i ai

### テレビドラマ
2009年
- 蒼井優×4つの嘘 カムフラージュ 第4章「都民・鈴子 - 百万円と苦虫女 序章 - 」（WOWOW）
- MW-ムウ- 第0章 〜悪魔のゲーム〜（6月30日、日本テレビ）

2010年
- ブカツ道 第1話・第3話・第5話（WOWOW）

2011年
- 犬飼さんちの犬（1月 - 4月、東名阪ネット6）

2012年
- 明日をあきらめない…がれきの中の新聞社〜河北新報のいちばん長い日〜（3月4日、テレビ東京）
- 私立バカレア高校（4月15日 - 7月1日、日本テレビ）
- 親父がくれた秘密〜下荒井5兄弟の帰郷〜（9月12日、テレビ東京）
- マメシバ一郎 フーテンの芝二郎（10月 - 12月、東名阪ネット6）

2013年
- 書店員ミチルの身の上話（1月8日 - 3月12日、NHK総合テレビジョン）
- どくとるマンボウ ユーモア闘病記～作家・北杜夫とその家族～（3月3日、NHK BSプレミアム）
- 小暮写眞館（3月31日 - 4月21日、NHK BSプレミアム）
- 怪物（6月27日、読売テレビ）

2014年
- 恋文日和（1月7日 - 3月11日、日本テレビ）
- 幼獣マメシバ 望郷篇（7月 - 9月、東名阪ネット6）
- イタズラなKiss2〜Love In Okinawa（9月12日、フジテレビ）
- 玉川区役所 OF THE DEAD（10月4日 - 12月20日、テレビ東京）
- イタズラなKiss2〜Love in TOKYO（11月25日 - 2015年4月7日、フジテレビ）

2015年
- カサネ（3月3日 - 3月24日、テレビ東京）
- いつかティファニーで朝食を（10月11日 - 2016年3月27日、日本テレビ）

2016年
- 本気ドラ 〜Spin the Sky〜（4月5日 - 6月21日、中京テレビ）
- OLですが、キャバ嬢はじめました（6月20日 - 7月18日、毎日放送）

2017年
- バウンサー（4月14日 - 6月16日、BSスカパー!）
- 居酒屋ふじ（7月9日 - 9月24日、テレビ東京）
- 宮沢賢治の食卓（6月17日 - 7月15日、WOWOW）

2018年
- ドラマ×マンガ「戦争めし」（8月11日、NHK BSプレミアム）

2019年
- カメラを止めるな! スピンオフ ハリウッド大作戦!（3月2日、AbemaSPECIAL 2）
- ドラマ×マンガ「お父さんと私の“シベリア抑留”～「凍りの掌」が描く戦争～」（8月10日、NHK BSプレミアム）
- 死役所（10月17日 - 12月19日、テレビ東京）

2020年
- ドラマ×マンガ「あとかたの街 ～12歳の少女が見た戦争～」（8月14日、NHK BSプレミアム）
- あのコの夢を見たんです。（10月3日 - 12月19日、テレビ東京）

2021年
- 私の夫は冷凍庫に眠っている（4月10日 - 5月15日、テレビ東京）
- ラブファントム（5月14日 - 7月16日、毎日放送）
- シェフは名探偵（5月31日 - 8月2日、テレビ東京）
- ドラマ×マンガ「特攻兵の幸福食堂」（8月11日、NHK BSプレミアム）

2022年
- liar（2月16日 - 4月6日、毎日放送）
- ドラマ×マンガ「センゴク 〜大失敗したリーダーの大逆転〜」（3月30日、NHK BS4K）
- 寂しい丘で狩りをする（4月23日 - 6月11日、テレビ東京）
- ちょい釣りダンディ（7月5日 - 9月20日、BSテレ東）
- 生き残った6人によると（8月10日 - 9月14日、毎日放送）

2023年
- ブルーバースデー（2月8日 - 3月29日、関西テレビ）
-  俺の美女化が止まらない!?（4月6日 - 5月25日、テレビ東京）
- 明日、私は誰かのカノジョ シーズン2（5月3日 - 6月28日、毎日放送）
- 帰ってきたらいっぱいして。（10月20日 - 12月22日、読売テレビ）
- ワンルームエンジェル（10月20日 - 11月24日、毎日放送）

2024年
- 離婚しない男-サレ夫と悪嫁の騙し愛-（1月20日 - 3月16日、テレビ朝日）